# Yanis Karabelyov
Yanis Karabelyov (en búlgaro: Янис Карабельов; Sofía, 23 de enero de 1996) es un futbolista búlgaro que juega en la demarcación de centrocampista para el Partizán de Belgrado de la Superliga de Serbia.

## Selección nacional
Tras jugar con la selección de fútbol sub-17 de Bulgaria, la sub-19 y la sub-21, finalmente hizo su debut con la selección absoluta el 7 de junio de 2019 en un partido de clasificación para la Eurocopa 2020 contra República Checa que finalizó con un resultado de 2-1 a favor del combinado checo tras el gol de Ismail Isa para Bulgaria, y un doblete de Patrik Schick para la República Checa.

## Clubes
| Club                           | País     | Año       | Partidos | Goles |
| ------------------------------ | -------- | --------- | -------- | ----- |
| PFC Slavia Sofia               | Bulgaria | 2013-2017 | 62       | 1     |
| FC Tsarsko Selo Sofia (cedido) | Bulgaria | 2017      | 12       | 0     |
| PFC Slavia Sofia               | Bulgaria | 2017-2020 | 94       | 8     |
| Kisvárda F. C.                 | Hungría  | 2021-2023 | 88       | 4     |
| PFC Botev Plovdiv              | Bulgaria | 2023-2025 | 73       | 5     |
| Partizán de Belgrado           | Serbia   | 2025-     |          |       |

## Palmarés

### Campeonatos nacionales
| Título           | Club              | País     | Año  |
| ---------------- | ----------------- | -------- | ---- |
| Copa de Bulgaria | PFC Slavia Sofia  | Bulgaria | 2018 |
| Copa de Bulgaria | PFC Botev Plovdiv | Bulgaria | 2024 |